# Tim McInnerny
Pour l’article ayant un titre homophone, voir McInerny.
Timothy L. McInnerny, dit Tim McInnerny, est un acteur britannique, né le 18 septembre 1956 à Cheadle Hulme dans la banlieue de Manchester.

## Théâtre
- 1985 : Pravda avec Anthony Hopkins
- 1990 : The Rocky Horror Show dans le West-End : Dr Frank-N-Furter
- 2007 : Othello (Théâtre du Globe) : Iago

## Filmographie

### Télévision
- 1983 : Blackadder (saison 1) : Percy, duc de Northumberland
- 1985 : Edge of Darkness (série télévisée) : Terry Shields
- 1986 : Anastasia (Anastasia: The Mystery of Anna) : Yakovlev
- 1986 : Blackadder II : Lord Percy Percy
- 1988 : Blackadder: The Cavalier Years : homme criant dans la foule
- 1988 : A Very British Coup : Fiennes
- 1989 : Blackadder Goes Forth : le capitaine Darling
- 1989 : Shadow of the Noose (série télévisée) : lieutenant de Ponthieu
- 1995 : Catherine la Grande (en) (Catherine the Great) : Mad Monk
- 1995 : The Great Kandinsky : The Manager
- 1996 : Tracey Takes On... (série télévisée) : Timothy 'Timmy' Bugge n° 2 (1997-1998)
- 1999 : Watership Down (série télévisée) : Silverweed (I) (voix)
- 1999 : Blackadder Back & Forth : Archdeacon Darling / Duc de Darling / Duke of Darling
- 2000 : Lonitude : Christopher Irwin
- 2001 : Ne croque pas tes voisins (Don't Eat the Neighbours) (série télévisée) : Terrapin
- 2002 : Trial & Retribution VI : Eric Fowler
- 2004 : Gunpowder, Treason & Plot : Cecil
- 2004 : Miss Marple, épisode Meurtre au presbytère : Révérend Leonard Clement
- 2005 : The Strange Case of Sherlock Holmes & Arthur Conan Doyle : Selden
- 2006 : The Line of Beauty (série télévisée) : Gerald Fedden
- 2008 : Doctor Who Le Chant des Oods (série télévisée) : Klineman Halpen
- 2009 : Inspecteur George Gently Le Moulin de la discorde (série télévisée) : Geoffrey Pershore
- 2014 : Outlander (série télévisée) : Father Bairn
- 2016 : Sherlock (série télévisée) : Sir Eustace Carmichael
- 2016 : Game of Thrones (série télévisée) : Robett Glover
- 2017 : C.B. Strike (série télévisée) : Daniel Chard
- 2018 : L'Affaire Florence Nightingale : Randolph
- 2020 : Les Enfants de Windermere : Leonard Montefiore
- 2021 : Le Serpent (série télévisée Netflix) : Paul Siemons
- 2024 : Un jour : Stephen Mayhew

### Cinéma
- 1985 : Wetherby : John Morgan
- 1989 : Erik, le Viking (Erik the Viking) : Sven le Berserk
- 1995 : Richard III : Catesby
- 1996 : Les 101 dalmatiens (101 Dalmatians) : Alonzo, le majordome de Cruella
- 1997 : Le Mystère des fées : Une histoire vraie (FairyTale: A True Story) : John Ferret, un journaliste
- 1999 : Coup de foudre à Notting Hill (Notting Hill) : Max
- 1999 : Trader (Rogue Trader) : Tony Hawes
- 2000 : Il était une fois Jésus (The Miracle Maker) : Barabbas (voix)
- 2000 : 102 Dalmatiens (102 Dalmatians) : Alonzo, le majordome de Cruella
- 2001 : The Emperor's New Clothes : Dr Lambert
- 2002 : Hot Dog
- 2005 : Casanova : le Doge
- 2006 : Severance : Richard
- 2010 : Black Death : Hob
- 2011 : Johnny English le Retour (Johnny English Reborn) d'Oliver Parker : Patch Quartermain
- 2014 : Autómata de Gabe Ibáñez : Vernon Conway
- 2016 : La Couleur de la Victoire (Race) de Stephen Hopkins : général Charles
- 2016 : Eddie the Eagle de Dexter Fletcher : Target
- 2018 : Peterloo de Mike Leigh
- 2019 : The Aeronauts de Tom Harper : George Biddell Airy
- 2019 : Killers Anonymous de Martin Owen : Calvin
- 2020 : The Windermere Children de Simon Block
- 2024 : The End de Joshua Oppenheimer
- 2024 : Gladiator 2 de Ridley Scott

### Courts-métrages
- 2010 : Missing